# Restiosporium dissimile
Restiosporium dissimile är en svampart som beskrevs av Vánky & McKenzie 2002. Restiosporium dissimile ingår i släktet Restiosporium och familjen Websdaneaceae.   Inga underarter finns listade i Catalogue of Life.